# Hispasat
Hispasat är operationsbolaget för ett antal spanska kommunikationssatellit som täcker Amerika, Europa och Nordafrika från orbitalpositioner 30 ° väster och 61 ° väster.